# ジャマイカ国立図書館
ジャマイカ国立図書館（英: National Library of Jamaica, NLJ）は、ジャマイカの国立図書館。キングストンの中心街である、12イースト・ストリートに位置する。

## 歴史
ジャマイカ国立図書館は、1879年に設立されたジャマイカ研究院 (Institute of Jamaica) が1894年に開館させた西インド諸島参考図書館（West India Reference Library1894年開館）に源流を求めることができる。現在の図書館はNACOLADS（図書館、博物館及びドキュメンテーションサービスに関する国家評議会、National Council on Libraries, Archives and Documentation Services）が西インド諸島参考図書館の蔵書を基に、1978年ジャマイカ研究院法に則り、1979年に開館した。

## 図書館サービス
ジャマイカ国立図書館は同国内における図書館網の中心として機能している。館内には書庫・新聞や図書などの閲覧室が設けられ、貴重書の閲覧室は別館にある。講義室や製本室、展示室なども同じ敷地の別の建物に用意している。

### レファレンスサービスとレフェラルサービス
ジャマイカ国立図書館はレファレンスサービスも提供しており、後述の豊富なジャマイカ関係の資料がジャマイカに関するレファレンスに役立っている。レファレンスサービスは官公庁はもちろん、国内外の個人や研究者も利用することができる。
レフェラルサービスは全国レフェラルサービス (National Referral Service) によって行なわれており、参加館は蔵書のリストをジャマイカ国立図書館に提供している。このサービスは、利用者の問い合わせに満足な回答ができない図書館に対して、必要な資料を探し出し、資料又はその複写を当該図書館へ郵送している。なお、個人による館外貸出は認められていない。

### 蔵書
蔵書冊数は4万7000冊で、17世紀から現代までのジャマイカや周辺の西インド諸島に関する貴重書等を所蔵している。新聞はジャマイカ国立図書館にとって最も幅広く収集されたコレクションで、100タイトルを超えるジャマイカの新聞が1718年刊行のものから収蔵されている。以下に Encyclopedia of Library and Information Science に記載されている所蔵情報を示す。
図書とパンフレット
33286冊（ジャマイカ・西インド諸島関連）
2500冊（その他）
定期刊行物
2475タイトル
新聞
205タイトル
新聞の切り抜き
3000点
雑多な資料
4000点（推定）
マイクロフィルム
1781点
手稿
2000点
版画
1264点
ポスター
500点
地図等
4500点
地籍図
15000点（推定）
写真
15300点
写真のネガ
10575点
スライド
850点
レコード盤
439点
ビデオテープ
200点
オーディオテープ
3500点
フィルム
500万フィート（1500キロメートル）分

ジャマイカ国立図書館は、ジャマイカで発行され、又はジャマイカ人によって発行された資料のリストを四半期ごとに書誌として刊行している。更に国内の他の図書館と協力しながらコンピュータ目録や学問別目録の作成を行っている。全国書誌の作成は1986年時点でされておらず、編纂が望まれていたが、2006年時点では『ジャマイカ全国書誌』(Jamaica National Bibliography) として全国書誌が刊行されている。

### 納本制度
ジャマイカの発行者が発行したか、ジャマイカ国内で発行された文書、紙媒体、レコードなどは、2002年法定納本法 (Legal Deposit Act, 2002) の定めに従い、ジャマイカ国立図書館に納本しなくてはならない。納本の期限は発行から1ヶ月以内で、部数については所管する省庁の大臣がこれを決定するとされており、施行規則 (Regulations of Jamaica's Legal Deposit Act) で、印刷物は2部、視聴覚資料については1部とそれぞれ定めている。また、出版者は過去3ヶ月間の発行物のタイトルと説明、出版者名とその住所を記したリストを、毎年2月、5月、8月、11月の1日から14日までに国立図書館に提出しなくてはならない。納本を行わなかった場合や出版物のリストを提出しなかった場合は、50000ドル以下の罰金となる。なお、法定納本法が定められる前は、1987年図書（印刷物の保存と登録）法 (1887 Books (Preservation and Registration of Copies) Act) で、法定納本を定めていたが、1986年に刊行された図書館事典で「現代的な法定納本法はジャマイカにはまだない」と言わしめ、法改正が望まれていた。

## その他
ジャマイカ国立図書館はジャマイカ国内のISBNとISSNを管理している。